# Organo della basilica di San Pietro in Vincoli a Roma

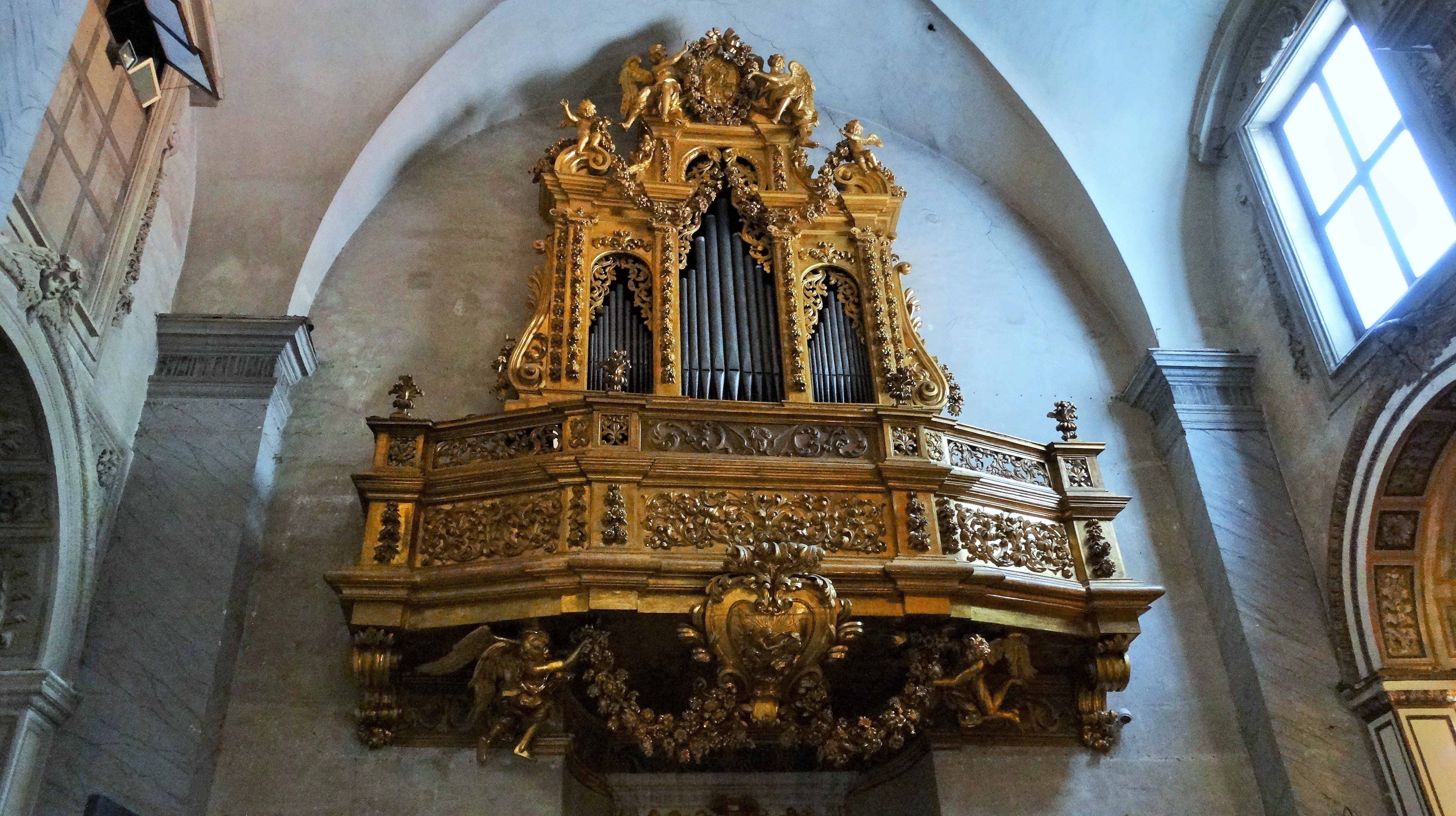
L'organo della basilica di San Pietro in Vincoli

L'organo della basilica di San Pietro in Vincoli è un organo a canne storico situato nella basilica eudossiana, situata nel centro storico di Roma sul colle Oppio. Lo strumento venne costruito da Giacomo Alari tra il 1686 e il 1687 e restaurato ed ampliato nel 1884 da Attilio Priori.

## Storia
La presenza di un organo a canne nella basilica è attestata fin dal 1542.
Tra il 1686 e il 1687, l'organaro romano Giacomo Alari costruì un nuovo strumento, che venne collocato nel braccio di sinistra del transetto sopra un'apposita cantoria con cassa lignea coeva; lo strumento aveva il corista del La pari a 392 Hz (tipico dell'ambiente organario romano).
Il 20 febbraio 1884 venne stipulato il contratto tra il rettore della basilica, Ercole Strozzi, e l'organaro romano Attilio Priori, per la costruzione di un nuovo organo a canne riutilizzando il materiale fonico dell'organo Alari; durante l'intervento, che ebbe il costo di 2200 lire, vennero aggiunti alcuni registri violeggianti, la prima ottava fu convertita da scavezza in cromatica estesa, il corista venne portato a 415 Hz.
Nel 1924, lo strumento venne restaurato da Paolo Quaresima, il quale installò un nuovo crivello in cuoio, portò il corista quasi a 430 Hz ed installò una nuova pedaliera dritta di 18 note.
Nella seconda metà del XX secolo, l'organo cadde in abbandono, divenendo insuonabile. Nel 2012 è cominciato un importante lavoro di restauro dello strumento, ad opera dell'organaro Michel Formentelli; in tal frangente, sono state ripristinate le caratteristiche foniche dovute al restauro del 1884 con la ricostruzione delle parti mancanti in base ad originali analoghe (ad eccezione della pedaliera, realizzata ex novo e avente 27 note). Il concerto inaugurale è avvenuto il giorno 11 ottobre 2014 ed è stato tenuto dagli organisti Francesco Saverio Colamarino e Giandomenico Piermarini.

## Descrizione

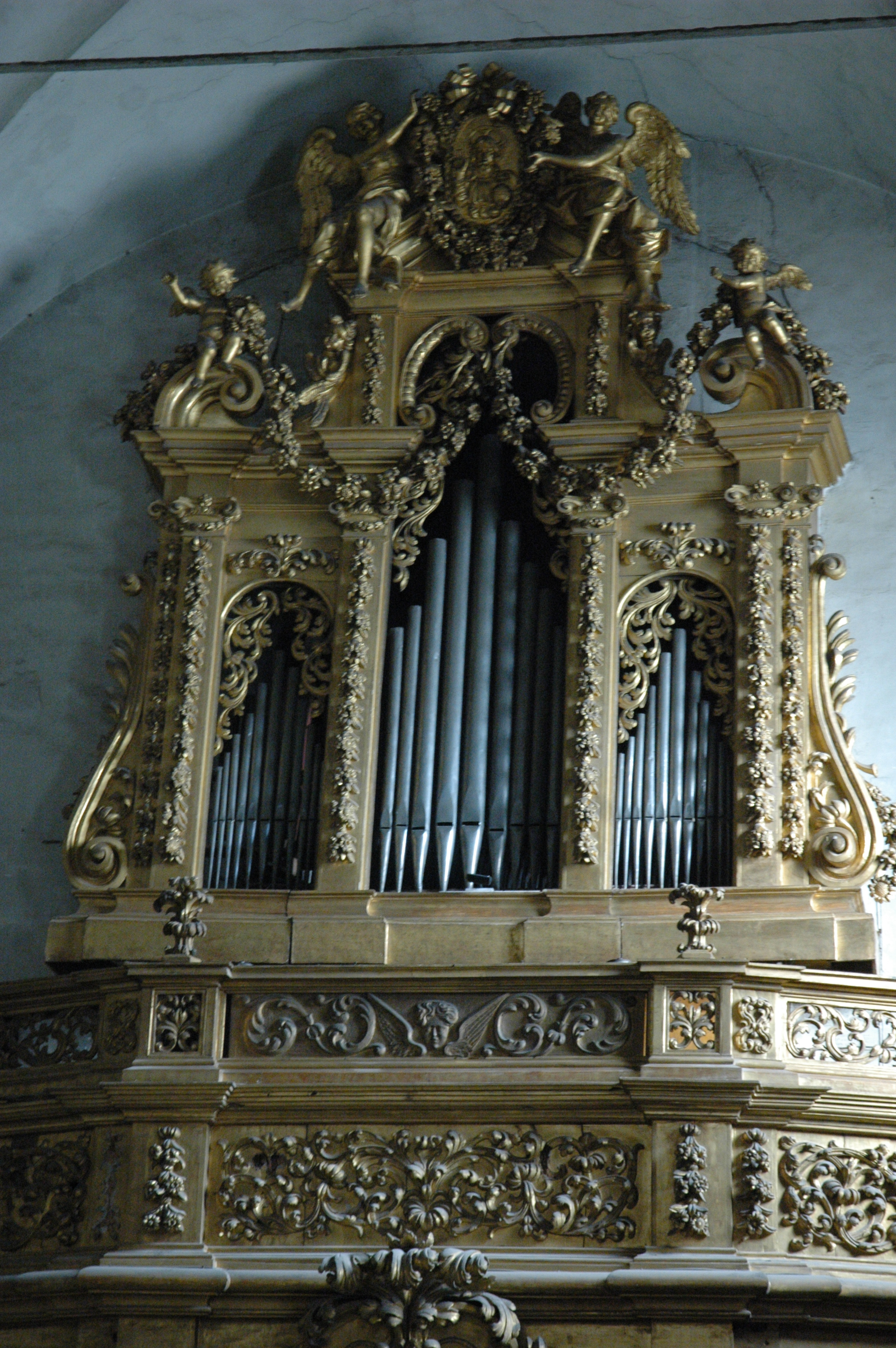
L'organo a canne

Lo strumento è situato a ridosso della parete fondale del braccio sinistro del transetto, in posizione sopraelevata, sopra l'apposita cantoria.
Questa, come la cassa, risale al XVII secolo ed è in legno dorato. La balconata, sorretta da mensole e due puttini, presenta un alto parapetto con grata traforata, decorato con elementi vegetali intagliati a bassorilievo. Analoghe decorazioni si trovano sulle lesene ioniche che dividono la cassa in tre campi; quest'ultima è affiancata da due volute e coronata da quattro figure angeliche.
La mostra, originaria di Alari, si articola in tre campi, ciascuno entro un alto arco a tutto sesto; all'interno di ognuno di essi, le canne, appartenenti al registro Principale 8' Bassi, sono disposte in cuspide unica, con bocche a mitria allineate orizzontalmente. Il resto delle canne, in gran parte di Alari, è alloggiato all'interno della cassa, sul somiere a tiro ricostruito integralmente da Priori, ad eccezione delle prime 25 canne del Principale 16', che hanno somiere e meccanica propri e che sono situati a ridosso della parete di fondo della cassa.
La trasmissione è meccanica sospesa; tramite robot rimovibile, lo strumento può essere suonato anche dall'organo elettronico posto a pavimento nel transetto. La consolle è a finestra ed è situata in cantoria, al centro della parte inferiore della facciata della cassa; essa dispone di un'unica tastiera di 54 note (Do1-Fa5, con divisione Bassi/Soprani in Do3/Do#3) con prima ottava cromatica estesa e pedaliera dritta, risalente al restauro del 2012-2014, di 27 note (Do1-Re3), unita al manuale grazie ad un comando a pomello posto sulla sinistra della tastiera, oltre ai registri Contrabassi 16' e Bassi 8', propri solo del pedale. I registri sono azionati da pomelli a tiro disposti su due colonne alla destra del manuale, con nomi scritti a mano su cartellini; il Tiratutti è azionato da un pedale.
Di seguito, la disposizione fonica in base alla posizione dei registri nelle due colonne della registriera:
| Colonna di sinistra - Concerto |                 |
| Principale II                  | 8' Bassi        |
| Principale II                  | 8' Soprani      |
| Voce angelica                  | 8'              |
| Viola                          | 4'              |
| Flauto in VIII                 | 4'              |
| Flauto in XII                  | 2.2/3'          |
| Tromba                         | 8' Bassi        |
| Tromba                         | 8' Soprani      |
| Tromba                         | 16' Soprani     |
| Cornetta                       | 1.3/5' Soprani  |
| Contrabbassi                   | 16' (al Pedale) |

| Colonna di destra - Ripieno |                |
| Principale                  | 16' Bassi      |
| Principale                  | 16' Soprani    |
| Principale                  | 8' Bassi       |
| Principale                  | 8' Soprani     |
| Ottava                      | 4'             |
| Duodecima                   | 2.2/3'         |
| Quintadecima                | 2'             |
| Decimanona                  | 1.1/3'         |
| Vigesimaseconda             | 1'             |
| Vigesimasesta               | 2/3'           |
| Vigesimanona                | 1/2'           |
| Bassi                       | 8' (al Pedale) |